# Fatma (żona Ahmeda I)
Fatma - konkubina Ahmeda I i matka jego kilkorga dzieci. 

## Życiorys
Istnieje wiele teorii na temat pochodzenia Fatmy. Według jednej z nich Fatma była córką Murada Kuyucu, który był wielkim wezyrem w latach 1606-1611. Prawdopodobnie Ahmed ożenił się z nią w 1604 roku, miało to charakter polityczny.  
Zgodnie z inną teorią córka Murada Paszy była zupełnie inną osobą i nie była żoną Ahmeda, a Fatma była zwykłą niewolnicą, wskazuje na to fakt, iż w księgach pałacowych widnieje jako cariye, tj. odaliska. 
Fatma urodziła Ahmedowi kilkoro dzieci, mimo to większość zmarła w wieku dziecięcym lub niemowlęcym. Co najmniej trójka z nich jest znana z imienia: Cihangir, Hasan oraz Abide, urodzona jako pogrobowiec. Jako matka sułtańskich dzieci posiadała swego rodzaju wpływy, jednak podobnie jak Mahfiruz była tłumiona przez Kösem, Haseki (ulubioną żonę) Ahmeda. Data i miejsce śmierci kobiety nie są znane, ale wiadomo, że były to tereny Imperium Osmańskiego. 